# 伍煒國
伍煒國（1939年—），生於香港，畢業於伊利沙伯中學，明尼苏达州大学学士,  哥倫比亞大学硕士与博士。
曾任美國太空總署噴射推進實驗室科技数学家。2006年退休。美國科學促進會院士，曾獲列入《美国科学名人錄》，得多项美國太空總署獎章。

## 著作
- 编辑应用数学书《符号与代数运算》在法国国際學會發表。[1]
- 共编辑应用数学书《複变分析计算》在北大西洋公约国国際學會發表。[2]
- 美国航空航天学会2006年会论文《为何航天探讨》。[3]
- 美国航空航天学会2007年会论文《诺贝尔奖与航天关系》。[4]
- 美国数学学会期刊论文《玻色-爱因斯坦函数精算》。[5]
- 美国天文学会奖励论文贡献於《深太空通讯网》。[6]
- 美国 NASA 太空天文物理报告。（参看英语网页列举科技文献，E2 项）
- 他的论文和参与包栝数大名校：哈佛，哥伦比亚，加州理工，麻省理工。（参看外部链接）